# Bourgaltroff
Bourgaltroff là một xã trong vùng Grand Est, thuộc tỉnh Moselle, quận Château-Salins, tổng Dieuze. Tọa độ địa lý của xã là 48° 45' vĩ độ bắc, 06° 45' kinh độ đông. Bourgaltroff nằm trên độ cao trung bình là 240 mét trên mực nước biển, có điểm thấp nhất là 217 mét và điểm cao nhất là 312 mét. Xã có diện tích 9,75 km², dân số vào thời điểm 2005 là 272 người; mật độ dân số là 27,5 người/km². Xã nằm về phía đông của Metz và về phía bắc của Dieuze.

## Thông tin nhân khẩu
| 1962 | 1968 | 1975 | 1982 | 1990 | 1999 | 2005 |
| ---- | ---- | ---- | ---- | ---- | ---- | ---- |
| 246  | 251  | 207  | 226  | 238  | 239  | 272  |